# 小丑 (電影)
是一部於2019年上映的美國心理驚悚片，改編自DC漫畫旗下的同名超級反派小丑，本片由陶德·菲利普斯執導，與史考特·席佛共同編劇，並由瓦昆·菲尼克斯、勞勃·狄尼洛、薩琪·畢茲和法蘭西絲·康諾主演。
2014年，瓦昆·菲尼克斯對一部關於漫畫反派的低預算電影感興趣。在決定該片獨立於DC擴展宇宙後，華納兄弟和DC影業於2017年8月宣佈了一部以小丑為中心的電影的計劃，由菲利普斯執導和製片，並與席佛共同編寫劇本。其劇本靈感來自馬田·史高西斯的電影《的士司機》和《喜劇之王》。主體拍攝於2018年9月在紐約市進行，並在同年12月殺青。
《小丑》最先於2019年8月31日在第76屆威尼斯影展進行首映，贏得最高榮譽金獅獎，並於2019年10月4日在美國上映。本片的票房超過10億美元，成為史上第一部破10億美元的R級電影。在第77屆金球獎上，本片獲得2項大獎：菲尼克斯贏得最佳戲劇類電影男主角和希爾杜·古納多提瑞贏得最佳原創配樂獎。在第26屆美國演員工會獎上，菲尼克斯又再度贏得最佳男主角。在第73屆英國電影學院獎上，本片獲得3項獎：菲尼克斯贏得最佳男主角獎、希爾杜·古納多提瑞贏得最佳原創音樂獎，莎娜·瑪科維茲贏得最佳選角導演獎。在第92屆奧斯卡金像獎上，本片獲得2項大獎：菲尼克斯贏得最佳男主角以及古納多提瑞贏得最佳原創音樂。續集《小丑：雙重瘋狂》於2024年上映。

## 劇情
1981年，高譚市正值垃圾成災、充滿失業的經濟衰退時期，巨大的貧富差距導致許多窮人流落街頭。身為社會局外人的亞瑟·佛萊克立志要成為一名傑出的獨角喜劇演員，於是當起派對小丑來供養他年邁的母親潘妮。亞瑟本身罹患一種罕見精神疾病，導致他在不合時宜的時候會放聲大笑，只能接受社福機構人員的治療以獲取藥物。一次工作時，亞瑟因滑稽形象而被一群街邊小孩偷走招牌，被他們引入小巷裡暴打，他的同事藍道送他一把自保用的左輪手槍。回家時，亞瑟開始對他的鄰居蘇菲·杜蒙感興趣，邀請她前來觀看自己的獨角喜劇表演，隨即順利跟她開始交往。
亞瑟在兒童醫院表演時不小心從口袋掉出手槍，試圖跟老闆解釋卻得知藍道反咬一口、誣陷自己持槍，因此遭解僱的亞瑟沮喪地乘坐地鐵回家。列車上有三名醉酒的韋恩企業投資部員工，先是騷擾一位女乘客，隨後甚至聯合起來欺負並毆打亞瑟，導致亞瑟暴怒掏槍殺死三人；這次失控殺人反而讓亞瑟在精神上感到“滿足”。這起「小丑殺人案」被媒體大肆報道，市長候選人湯瑪士·韋恩公開指責殺人兇手，宣稱此類人士是因自身不努力才對成功人士洩憤，嘲諷他們如同「小丑」般的可笑。此番言論導致高譚市各處展開反對富人的示威活動，抗議者紛紛戴起代表地鐵謀殺案兇手的小丑面具作為象征。
市政府為了節省預算而停止補助所有社福服務，亞瑟的醫生因此被解僱，他也無法繼續拿藥。緊接著亞瑟的獨角喜劇表演的口碑也不佳，語無倫次之下在舞台上狂笑不止。經過跟蘇菲的約會後，亞瑟偷偷拆開潘妮寄給湯瑪士的資金求助信，得知自己是湯瑪士的私生子，因此斥責母親對他隱瞞。為了查證身世，亞瑟來到韋恩莊園前短暫見到湯瑪士的兒子布魯斯·韋恩，但被莊園的管家阿福·潘尼沃斯告知自己的母親罹患嚴重妄想症，與他發生衝突後逃跑。兩名高譚市警察局的警探前來亞瑟家探訪，希望見到身為嫌疑犯的亞瑟來問案時，受驚的潘妮突然患上中風而住院。
在醫院照顧母親的亞瑟在電視上看見他崇拜的當紅脫口秀主持人莫瑞·法蘭克林，在所有觀眾面前播放他表演獨角喜劇時狂笑的錄影，觀眾將其當作是娛樂的同時，只有亞瑟覺得自己深受侮辱。亞瑟潛入慈善晚會上跟湯瑪士本人對質，卻同樣被湯瑪士告知說潘妮患有情爱妄想症，亞瑟一心想反駁，希望湯瑪士能認他這個兒子，過程中失控放聲大笑而被他打一拳。為了親自證明，亞瑟到阿卡漢州立醫院搶到母親的病歷，資料證實潘妮領養過原是棄嬰的亞瑟，他們母子長期遭受她的暴力男友虐待，童年身心受的傷害因而造就亞瑟的病情。患有妄想症的潘妮主張是湯瑪士利用其影響力捏造亞瑟是領養的事情，並將她送入阿卡漢以掩蓋他們的地下戀情。得知悲慘真相的亞瑟回家走進蘇菲的住處，但蘇菲卻完全不認識他，最終意識到一直以來出現在他身邊的蘇菲，只是自己停藥後想象出來的幻覺。
亞瑟在一夜之間精神崩潰，隔天回醫院用枕頭使潘妮窒息而死，隨後接到電話被邀請到莫瑞的節目上作為嘉賓。當他準備上節目時遇到前同事藍道與蓋瑞的探訪，其假借探望的名義來拜託亞瑟不要說出送他槍的事情，基於先前的出賣，亞瑟用剪刀刺死藍道，之後放走從未傷害過他的蓋瑞。亞瑟隨即染一頭綠髮、化上白妝、塗上口紅，再換上一件紅藍色西裝，跳著舞前往電視台。當先前的兩名警探伯克和蓋瑞蒂前來追緝他時，亞瑟混進眾多戴著小丑面具的示威者的地鐵中，間接引發騷亂乃至暴動，使兩名警探都被示威者打成重傷。在節目上，亞瑟以「小丑」之名登上舞台，這個名字呼應莫瑞之前對他的嘲笑。他首先開始講病態的笑話，慢慢地親口承認自己犯下地鐵謀殺案，大聲痛斥社會是如何拋棄和嘲弄他，最後當場槍殺一味反駁他的莫瑞，控訴莫瑞與其他傷害過他的人都“罪有應得”。
警方隨即逮捕亞瑟，但城市的小規模示威受他影響而升級成大範圍的暴動。其中一位面具示威者跟蹤離開劇院的韋恩一家至一條小巷，槍殺湯瑪士和他的妻子瑪莎且搶走項鏈，唯獨饒布魯斯一命。亞瑟乘坐的警車被示威者開救護車撞毀，他從受傷中恢復清醒，走到警車上並用血在臉上畫出笑容，在群眾的歡呼之下手舞足蹈。一段時間後，亞瑟住進阿卡漢州立醫院，告知他面前的精神科醫生不會理解他的笑話，隨後走出病房留下血跡斑斑的足跡，最後在走廊盡頭被醫院勤務員追著跑。

## 演員
- 瓦昆·菲尼克斯 飾演 亞瑟·佛萊克／小丑（Arthur Fleck / Joker）：一名罹患精神病、生活貧窮且遭受社會遺棄的獨角喜劇演員，在探查自己的身世以及尋找“真正自我”的過程中一步一步成為一個虛無主義的罪犯[5][6]。
- 勞勃·狄尼洛 飾演 莫瑞·法蘭克林（Murray Franklin）：高譚市的當紅脫口秀節目《莫瑞·法蘭克林現場秀》的主持人，其能夠逗觀眾笑的天賦得到亞瑟的崇拜，但同時亦是導致亞瑟墮落的重要一環[7]。
- 薩琪·畢茲 飾演 蘇菲·杜蒙（Sophie Dumond）：單親媽媽，亞瑟的鄰居兼幻想中的愛人[8][9]。
- 法蘭西絲·康諾 飾演 潘妮·佛萊克（Penny Fleck）：亞瑟的年邁母親，在精神和身體上都病入膏肓，曾為韋恩家族工作過[10]。漢娜·格羅斯（英语：Hannah Gross）飾演年輕的潘妮[11]。

其他演員包含布雷特·庫倫飾演湯瑪士·韋恩（Thomas Wayne），高譚市億萬富翁兼著名慈善家，當屆市長候選人；角色與漫畫原著中的設定不同，在電影中是一位面熱心冷的富豪；庫倫接替原先要扮演該角的亞歷·鮑德溫，其因時間衝突而無法參演。道格拉斯·哈吉飾演阿福·潘尼沃斯（Alfred Pennyworth），韋恩家族的管家和看護。凱莉·路易絲·普特雷洛（Carrie Louise Putrello）飾演瑪莎·韋恩（Martha Wayne），湯瑪士的妻子。但丁·佩雷拉-奧爾森飾演布魯斯·韋恩（Bruce Wayne），湯瑪士和瑪莎的年幼兒子，於成年後成為小丑的頭號死敵蝙蝠俠。
其他配角包含格倫·弗萊舍爾和雷伊·吉爾飾演亞瑟的兩名同事藍道和蓋瑞（Randall and Gary），比爾·坎普和希亞·溫漢飾演兩名高譚市警察局的警探蓋瑞蒂和伯克（Det. Garrity and Det. Burke），負責偵辦亞瑟犯下的謀殺案。馬克·馬龍飾演吉恩·烏夫蘭（Gene Ufland），法蘭克林脫口秀的製作人。喬許·派斯飾演霍伊特·范恩（Hoyt Vaughn），亞瑟的工作老闆兼經紀。布萊恩·泰瑞·亨利飾演阿卡漢州立醫院的行政員工卡爾（Carl）。班·瓦爾海特飾演在地鐵被亞瑟槍殺的韋恩企業投資部員工之一。布萊恩·卡倫飾演亞瑟的同事哈維爾（Javier），而賈斯汀·塞洛克斯以未掛名形式客串飾演法蘭克林脫口秀的嘉賓。

## 製作

### 發展
2014年，瓦昆·菲尼克斯表示有興趣參與一部關於漫畫反派的低預算“角色研究”型電影。菲尼克斯的經紀人建議與華納兄弟會面，但被菲尼克斯婉拒了。
2017年8月，華納兄弟和DC影業宣佈以小丑為中心的電影計劃，由陶德·菲利普斯執導，並與史考特·席佛共同編寫劇本，和馬丁·史柯西斯與菲利普斯共同製片。該劇本靈感來自史柯西斯的電影《計程車司機》、《蠻牛》和《喜劇之王》，以及艾倫·摩爾的漫畫《蝙蝠俠：致命玩笑》。
2017年9月，華納兄弟考慮李奧納多·狄卡皮歐作為小丑的人選，但到了2018年2月，菲尼克斯是菲利普斯的首要人選。《小丑》預計將於2018年底開始拍攝，預算為5500萬美元。與菲尼克斯的交易在2018年7月完成。

### 前期製作
2018年7月10日，菲尼克斯正式簽約出演電影，片名《小丑》。華納兄弟將該片描述為“探索一個被社會忽視的人，不僅是角色研究，而且是一個更廣泛的警示故事”。此時，史柯西斯因執導《愛爾蘭人》而離開該項目，但是導演仍說服史柯西斯讓長期與他合作的艾瑪·蒂林格·寇斯柯芙成為製片人之一。此外，證實該片對傑瑞德·雷托版本的小丑沒有任何影響，並且有望成為新系列的首部電影。電影等級亦有望成為R級（限制級）。
同月，據報道勞勃·狄尼洛和薩琪·畢茲有望加盟電影。後來，畢茲確認出演電影。一個月後，狄尼洛為電影進行洽談。法蘭西絲·麥朵曼婉拒飾演小丑媽媽的角色，而法蘭西絲·康諾為該角進行洽談。7月底，馬克·馬龍和布萊恩·卡倫加盟電影。8月27日，亞歷·鮑德溫加盟並飾演角色湯瑪士·韋恩，但鮑德溫在兩天後宣佈因檔期關係退出電影。電影在2018年9月2日開始進行製作。

### 拍攝

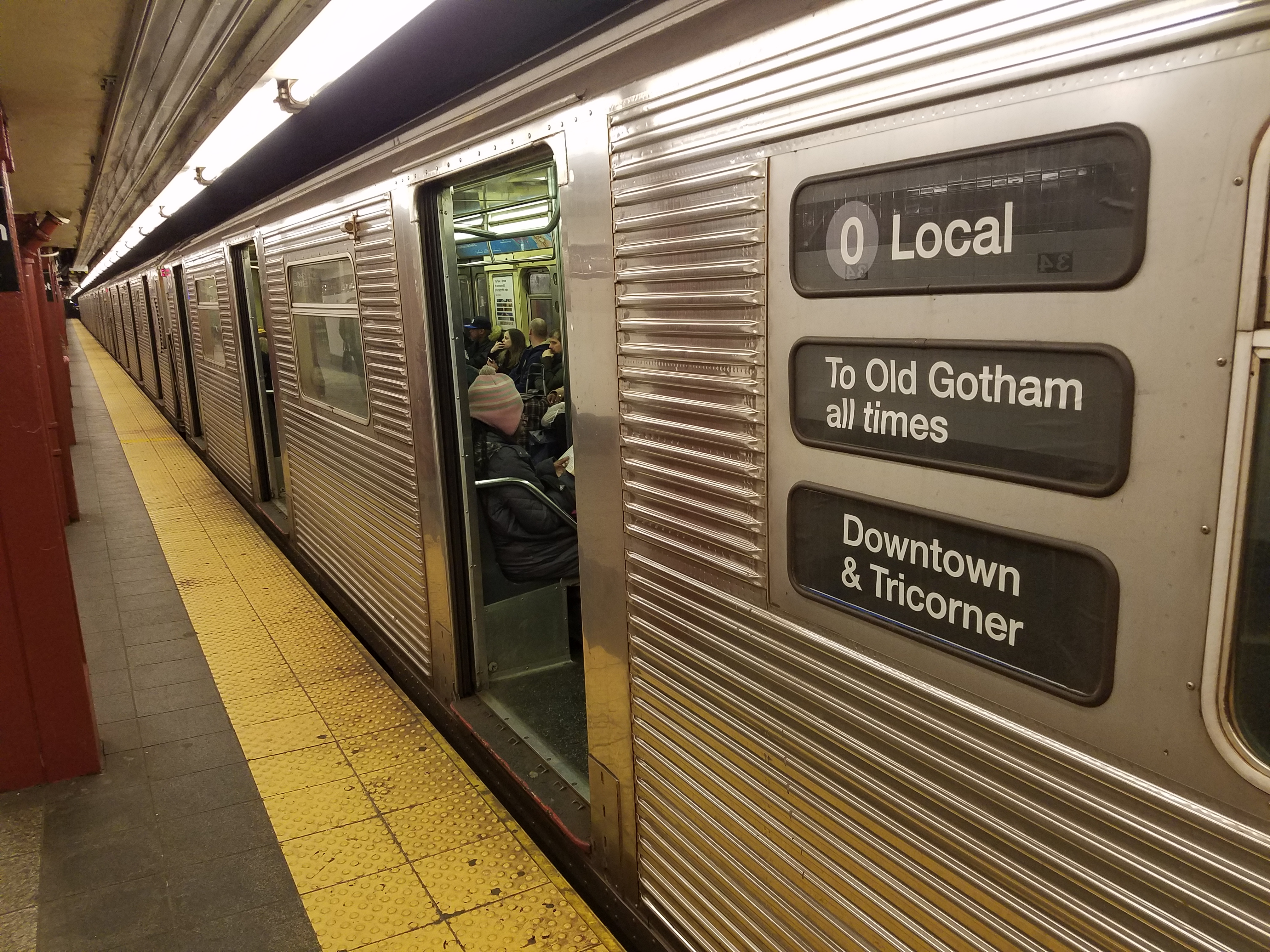
劇組在紐約地鐵C線拍攝電影。

主體拍攝於2018年9月在紐約市進行，暫定名稱為「羅密歐」 （Romeo）。拍攝開始後不久，宣佈狄尼洛、布雷特·庫倫、希亞·溫漢、格倫·弗萊舍爾、比爾·坎普、喬許·派斯和道格拉斯·哈吉加盟劇組，而庫倫將替代鮑德溫飾演他的角色。布萊德利·庫柏作為監製之一。攝影導演為曾與菲利普斯在《醉後大丈夫》三部曲合作過的勞倫斯·謝爾。9月22日，在布魯克林拍攝一個描繪暴力抗議的場景。9月底，在皇后區阿斯托里亞的第一中央儲蓄銀行拍攝搶劫場景。
根據畢茲表示，菲利普斯在整個製作過程中都在不斷改寫劇本， 因為菲尼克斯為這部電影減太多體重，他之後若恢復體重將無法再進行補拍。她回憶說「我們走進菲利普斯的拖車，寫下當晚的場景，然後再拍攝。在化妝時，我們會記住這些對白，然後再進行整理，然後在三週後補拍」 。
9月30日在澤西市封閉了紐瓦克大街進行拍攝。10月3日到16日在紐瓦克拍攝。在紐瓦克拍攝開始前不久，演員工會-美國電視和廣播藝人聯合會接到投訴，稱在布魯克林拍攝期間，有臨時人員被鎖在地鐵車廂內超過三個小時，違反了休息的權利。同月，但丁·佩雷拉-奧爾森和道格拉斯·哈吉加盟劇組。10月底，溫漢說電影處於製作的“中段”，並補充說這是一次“緊張”和“難以置信的”的體驗。11月9日，封閉了肯尼迪大道進行拍攝。同月中旬，電影回到紐約拍攝。拍攝於2018年12月3日殺青。

## 音樂
2018年8月，希爾杜·古納多提瑞被聘來為電影配樂。

## 發行

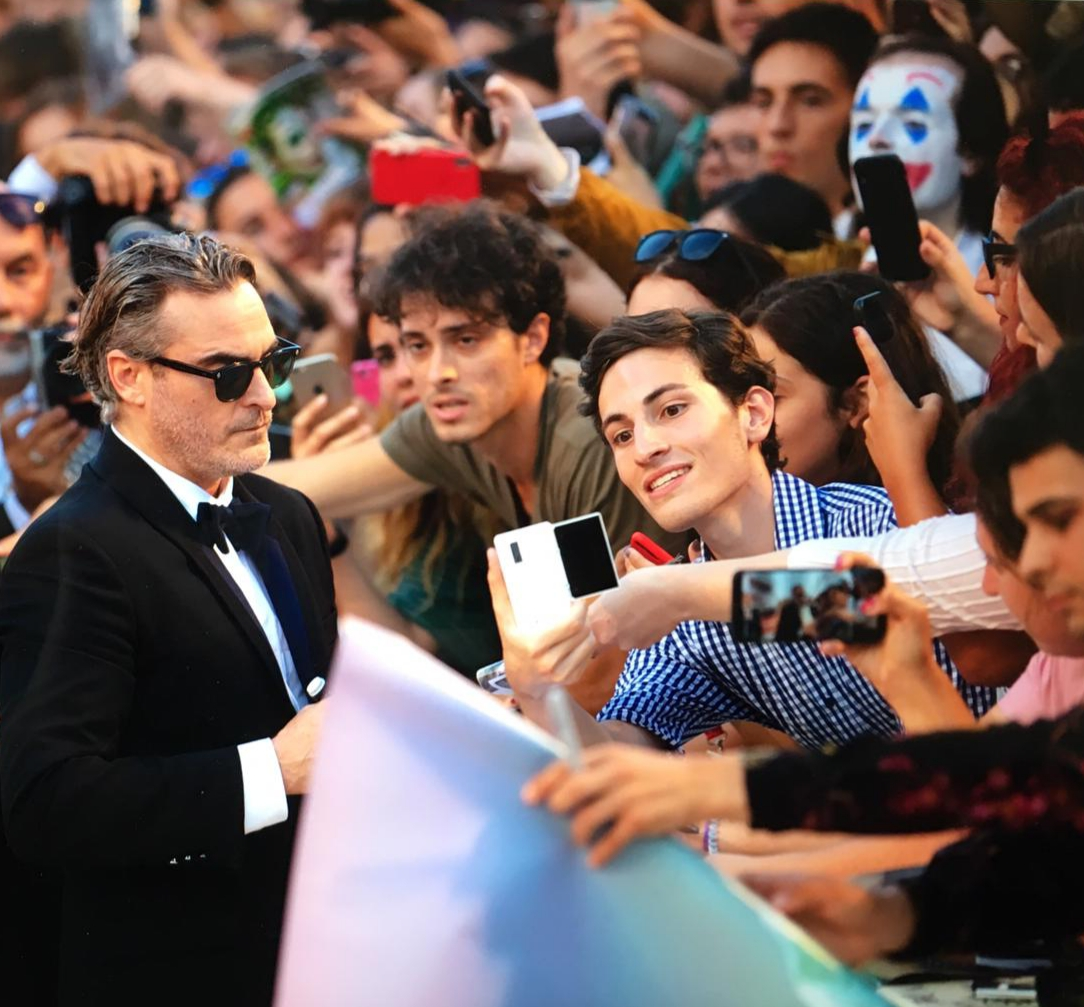
瓦昆·菲尼克斯（左方）在第76屆威尼斯影展上。

《小丑》於2019年8月31日在第76屆威尼斯影展進行全球首映。接著，電影於2019年9月9日在多倫多國際電影節參展，並由華納兄弟定於2019年10月4日在美國上映。

### 營銷
2018年9月16日，菲利普斯在他的Instagram上發布了首張有關菲尼克斯造型的照片。9月21日，他發布了菲尼克斯化著小丑妝的測試片段。

## 迴響

### 評價

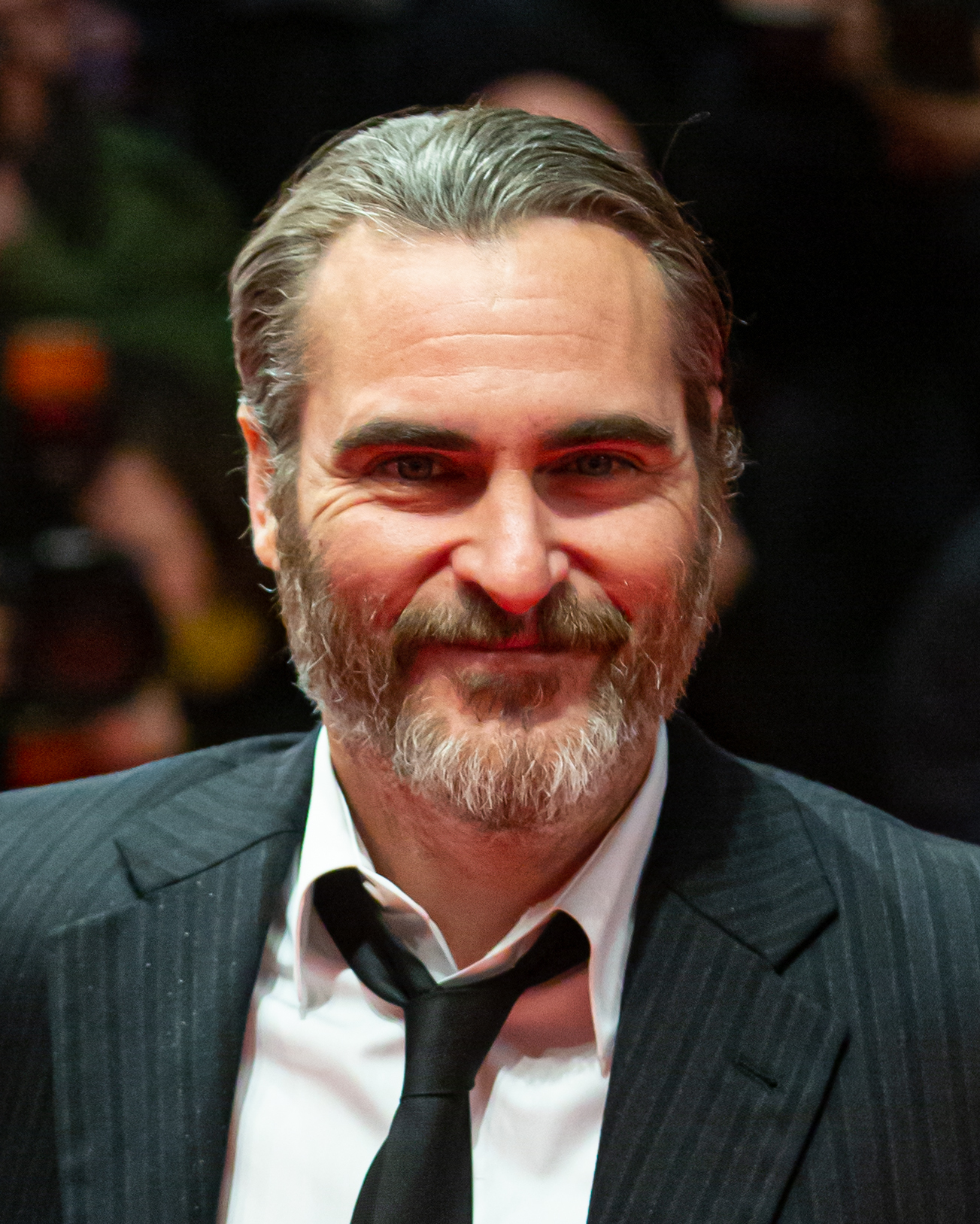
杰昆·菲尼克斯（摄于2018年）作为小丑的扮演者受到了广泛的好评。

爛番茄根據603條評論，持有68%的新鮮度，平均得分7.3／10，觀眾投票獲得90%的分數，平均得分為4.5／5，駐站影評家的共識評論寫道：「《小丑》為其臭名昭著的中心人物提供了一個令人毛骨悚然、看似合理的起源故事，作為其明星的精彩展示——以及受漫畫啟發的電影的黑暗演變」。在Metacritic上，電影獲得了59分。據CinemaScore調查，觀眾的評價在A+至F落於「B+」。在威尼斯首映上，電影獲得全場觀眾起立鼓掌8分鐘。

### 票房
2019年8月，《BoxOffice雜誌》分析師肖恩·羅賓斯（Shawn Robbins）預估該片能在首映週末獲得約6000萬至9000萬美元的票房。首映後，BoxOffice預估電影可能會在國內獲得7000萬至9500萬美元的票房，之後又更新到8500萬至1.05億美元。羅賓斯認為《小丑》首映票房可能會超過1億美元，成為10月開片票房冠軍，並超越《猛毒》在2018年創下的紀錄。然而，《Comscore》的資深媒體分析師保羅·德加拉比迪安（Paul Dergarabedian）認為開片票房只會獲得5000萬美元，原因是《小丑》並不是一部「典型的漫畫電影」。在上映前三週，業內人士預估該片的首映票房將達至6500萬至8000萬美元，有些則預估高達9000萬美元。上映的那一週，售票網站Atom Tickets宣佈該片的預售總額超過了《猛毒》和《牠：第二章》，並成為2019年票房第二高的R級電影，僅次於《捍衛任務3：全面開戰》。
台灣方面，首日票房為新台幣1783萬元；首週四天票房為新台幣9308萬元；10月7日，上映五天全台票房破億；10月11日，上映九天全台票房突破2億元（2.05億）；次週票房累計至新台幣2.25億元；第三週票房累計至新台幣2.79億元；第四週票房累計至新台幣3.04億元；最終全台票房為新台幣3.31億元。
香港方面，首日票房為340萬港元；首週四天票房為1361萬港元。
| 上一届： 《壞壞萌雪怪》 | 2019年美國週末票房冠軍 第40-41週 | 下一届： 《黑魔女2》 |
| 上一届： 《返校》       | 2019年台北週末票房冠軍 第40-41週 | 下一届： 《黑魔女2》 |
| 上一届： 《星際任務》   | 2019年香港一週票房冠軍 第40-42週 | 下一届： 《黑魔后2》 |

### 社會争议
由于2012年美国科罗拉多州奥罗拉市的电影院发生「奥罗拉枪击事件」，造成12人死亡的严重事故。电影将《小丑》重塑成高谭市的犯罪王子的形象，引发人们对电影产生的暴力是否會对公众造成影响感到担忧。
美国军方9月18日对网络上有激进分子扬言在电影院展开枪击的消息，对电影上映可能出现暴力行为发出警告，认为激进分子「崇拜小丑的形象」表达担忧，包括联邦调查局都严阵以待。
华纳兄弟确认电影不会在「奥罗拉枪击事件」发生地十六世纪戏院（现已更名为Century Aurora and XD）上映，并发出声明回应：「枪枝暴力是现在社会重要的议题，我们向受悲剧影响的受害者和家属表达切地同情，我们也长期向包括奥罗拉枪击事件的受害者捐款，呼吁美国两党立法解决枪枝暴力问题」。美国独立连锁地标戏院在27日宣布禁止观众戴着面具和携带玩具武器等用具进场观赏，AMC连锁电影院虽然欢迎观众打扮成小丑，但同样禁止戴面具和携带玩具武器。而导演陶德·菲利普斯也表示，将电影和现实世界的暴力联系是不公平的。他认为「奥罗拉抢击事件」是可怕的状况，但是不能怪罪电影，并强调小丑发生在一个虚构的世界，更多电影甚至更暴力，不满外界用不同标准审视，他举例「如《捍卫任务》中一个白人男性杀死300人，每个人都大笑欢呼，为何对此有不同的标准？」。

## 續集
華納兄弟原本打算把《小丑》製作成一部沒有續集的獨立電影，儘管華納兄弟打算把它發展為新系列「DC Black」的電影之一。該系列改編自DC漫畫，與DC擴展宇宙無關，而且故事將比較黑暗和具實驗性。2019年8月，菲利普斯表示有興趣製作續集，但具體將取決於電影的表現以及菲尼克斯會否有興趣，但後來他澄清說「沒有準備拍攝續集，我們總是把它以獨立電影來宣傳，就是這樣」。2019年10月，菲尼克斯接受彼得·崔維斯的《Popcorn with Peter Travers》採訪，當崔維斯詢問他會否回歸飾演亞瑟時，菲尼克斯表示「我沒法停止思考他......如果還有其他事情我們可以和小丑一起做的話，可能會很有趣」。2021年5月，據報導菲利普斯已簽約為續集編寫劇本。2022年6月，菲利普斯證實推出續集，劇本由菲利普斯與史考特·席佛共同編寫，暫定名稱為《Joker: Folie à Deux》。同月，宣佈女神卡卡正在洽談演出續集。《好萊塢報導》認為她飾演的角色將是哈莉·奎茵，並指出續集將是一部歌舞片。2022年8月，華納兄弟宣佈上映日期為2024年10月4日，並於第二天確認女神卡卡參演。

## 外部連結
- 官方网站
- 互联网电影数据库（IMDb）上《小丑》的资料（英文）
- Box Office Mojo上《小丑》的資料（英文）
- Metacritic上《小丑》的資料（英文）
- 爛番茄上《小丑》的資料（英文）
- AllMovie上《小丑》的资料（英文）
- 開眼電影網上《小丑》的資料（繁體中文）
- 时光网上《小丑》的資料（简体中文）
- 豆瓣电影上《小丑》的資料 （简体中文）